# NGC 2011
NGC 2011 ist ein junger offener Sternhaufen der Großen Magellanschen Wolke und liegt im Sternbild Schwertfisch. Es handelt sich um einen der hellsten und mitgliederstärksten Doppelsternhaufen in der Großen Magellanschen Wolke. Er gehört zum Sternkomplex SC2, einem aktiven Sternentstehungsgebiet am südlichen Rand der riesigen ringförmigen Struktur LMC 4 der Großen Magellanschen Wolke, zu dem auch verschiedene Sternassoziationen und andere junge Sternhaufen gehören. Das Objekt wurde am 31. Januar 1835 von John Herschel entdeckt.